# Stanisław Targosz (oficer)

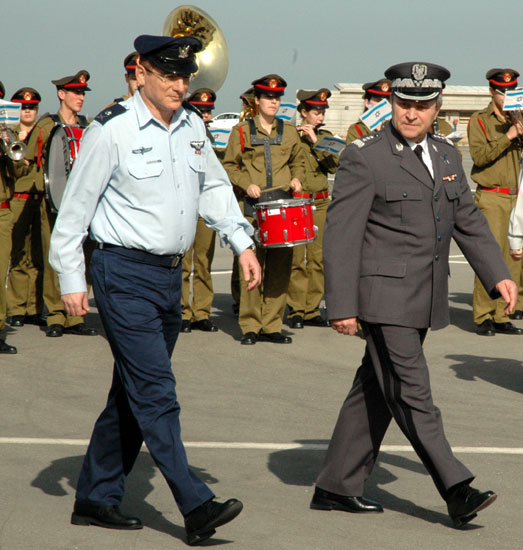
Wizyta w Izraelu, marzec 2006

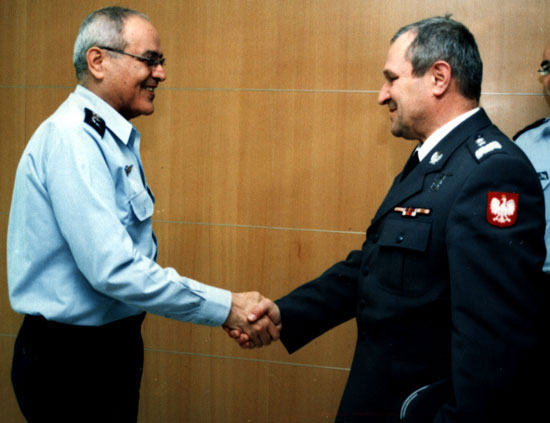
Wizyta w Izraelu, marzec 2006

Stanisław Franciszek Targosz (ur. 23 lipca 1948 w Jaroszowie, zm. 4 sierpnia 2013 w Grodzisku Mazowieckim) – polski dowódca wojskowy, generał broni Wojska Polskiego pilot, honorowy obywatel miasta Wolbromia, Strzegomia i Świdwina.

## Przebieg służby w Wojsku Polskim
- podchorąży Oficerskiej Szkoły Lotniczej im. Janka Krasickiego w Dęblinie (3 I 1967 – I 1969)
- pilot 2 pułku lotnictwa myśliwskiego „Kraków” w Goleniowie (I 1969 – III 1971)
- oficer 40 pułk lotnictwa myśliwskiego w Świdwinie:
  - pilot (III 1971 – III 1973)
  - dowódca klucza (III 1973 – 15 XII 1973)
- oficer 3 Pomorskiego pułku lotnictwa myśliwsko-bombowego w Bydgoszczy:
  - pilot (16 XII 1973 – 29 VIII 1974)
  - starszy pilot (30 VIII 1974 – 24 XI 1974)
  - dowódca klucza (25 XI 1974 – 1975)
- słuchacz Akademii Sztabu Generalnego w Rembertowie (1975 – 1978)
- oficer 3 Pomorskiego pułku lotnictwa myśliwsko-bombowego w Bydgoszczy:
  - zastępca dowódcy eskadry ds. liniowych (1978 – 10 II 1981)
  - dowódca eskadry (11 II 1981 – 3 IX 1983)
  - szef sztabu – zastępca dowódcy pułku (4 IX 1983 – 12 XII 1985)
- dowódca 40 pułku lotnictwa myśliwskiego w Świdwinie (13 XII 1985 – 10 V 1990)
- zastępca dowódcy 3 Brandenburskiej Dywizji Lotnictwa Myśliwsko-Bombowego w Świdwinie (11 V 1990 – 25 III 1992)
- dowódca 3 Brandenburskiej Dywizji Lotnictwa Myśliwsko-Bombowego w Świdwinie (26 III 1992 – X 1992)
- słuchacz Podyplomowego Studium Operacyjno-Strategicznego w Rembertowie (X 1992 – VII 1993)
- zastępca dowódcy 4 Korpusu Lotniczego ds. liniowych w Poznaniu (27 X 1994 – 30 IX 1998)
- zastępca szefa szkolenia Wojsk Lotniczych i Obrony Powietrznej w Warszawie (1 X 1998 – 5 III 2000)
- szef Wojsk Lotniczych – zastępca szefa szkolenia Wojsk Lotniczych i Obrony Powietrznej w Warszawie (6 III 2000 – 15 XI 2000)
- zastępca dowódcy Grupy Dowodzenia w CAOC-1 w Finderup w Danii (16 XI 2000 – 17 XI 2003)
- zastępca dowódcy Centrum Operacji Powietrznych w Warszawie (18 XI 2003 – 7 III 2004)
- dowódca Centrum Operacji Powietrznych – zastępca dowódcy Sił Powietrznych w Warszawie (8 III 2004 – 31 III 2005)
- dowódca Sił Powietrznych w Warszawie (3 IV 2005[2] – 19 IV 2007[3])

## Awanse
- podporucznik – styczeń 1969
- generał brygady – 15 sierpnia 2000
- generał dywizji – 15 sierpnia 2004[4]
- generał broni – 3 kwietnia 2005[5]

## Odznaczenia i ordery
- Krzyż Komandorski Orderu Odrodzenia Polski (2007)[6]
- Krzyż Oficerski Orderu Odrodzenia Polski (2000)[7]
- Złoty Krzyż Zasługi (1987)
- Srebrny Krzyż Zasługi (1982)
- Brązowy Krzyż Zasługi
- Złoty Medal „Siły Zbrojne w Służbie Ojczyzny”
- Srebrny Medal „Siły Zbrojne w Służbie Ojczyzny”
- Brązowy Medal „Siły Zbrojne w Służbie Ojczyzny”
- Złoty Medal „Za zasługi dla obronności kraju”
- Srebrny Medal „Za zasługi dla obronności kraju”
- Brązowy Medal „Za zasługi dla obronności kraju”

## Upamiętnienie
27 sierpnia 2016 na terenie 31. Bazy Lotniczej w Krzesinach (Poznań) prezydent Andrzej Duda odsłonił tablicę pamiątkową poświęconą pamięci Marii i Lecha Kaczyńskich oraz generałowi Targoszowi. W uroczystościach wziął też udział minister Antoni Macierewicz.